# Águilas del Norte
Nordadler (traducido como Águilas del Norte) es una organización nacionalsocialista fundada en el norte de Alemania en 2017, que las autoridades de seguridad asociaron con el terrorismo de derecha. El Ministerio Federal del Interior bajo Horst Seehofer prohibió el grupo el 5 de junio de 2020 bajo la ley de asociación.

## Estructura
El grupo Nordadler se fundó a principios de 2017. Según el Fiscalía Federal, el grupo quería ayudar al Nacionalsocialismo en Alemania ayuda a recuperar fuerzas. Según la información de la aparición de su página de inicio y redes sociales, Nordadler representaba una mezcla de Antisemitismo, racismo, teoría de la conspiración, islamofobia,El grupo se veía a sí mismo como un "autarquía y un proyecto de oposición". Y, según sus propias declaraciones, planeaba adquirir bienes raíces en Alemania Oriental. Allí se instalarían centros de formación y se llevaría a cabo entrenamiento militar y se realizarían trabajos de formación basados en el modelo de la Reichsarbeitsdienst. El macizo de Harz fue pensado como el centro inicial para esta estructura. Un hombre cercano a al grupo dijo en una entrevista  que se habían comprado bienes raíces para servir como retiro para la asociación. Para ello, se compraron casas en Mackenrode (Turingia).
El hombre nombrado en el sitio web de Nordadler como el principal responsable ya es conocido por las autoridades. En diciembre de 2017, fue miembro del Tribunal Regional de Braunschweig como asistente de un simpatizante del Estado Islámico. Le dijo al NDR que había conocido al hombre del EI en “círculos nacionalsocialistas”. Según él, Nordadler era un grupo de interés del nacionalsocialismo y no una organización terrorista. Con el fin de dirigirse a los jóvenes, se utilizaron grupos cerrados y abiertos para difundir contenido antisemita en Discord, Telegram e Instagram, entre otras redes sociales.
El grupo también usó los nombres "Völkische Revolution", "Völkische Jugend", "Völkische Gemeinschaft" y "Völkische Renaissance" y profesó a Adolf Hitler. En total, se asignaron varias docenas de personas a este grupo. El fiscal federal, sin embargo, sospechó que el grupo quería realizar ataques para lograr sus objetivos. Por lo tanto, los miembros se habían esforzado por adquirir armas y municiones, también querían conseguir materiales para la construcción de artefactos incendiarios y explosivos. El grupo no era conocido por el público ni por quienes estaban familiarizados con la escena, según el periódico Endstation Rechts publicó que en abril de 2018. En el grupo había “paralelismos con otras células de extrema derecha, parcialmente aisladas” que se habían formado durante la crisis de refugiados.

## Investigaciones
El Ministerio Público del Tribunal Regional Superior de Celle había investigado a varios hombres por formación de asociaciones criminales. El fiscal general federal se hizo cargo del proceso en enero de 2018 e investigó a cuatro hombres como acusados bajo sospecha de fundar una organización terrorista de derecha. Para fundamentar la sospecha, se debe verificar si el grupo tiene armas u otros objetos para inspeccionar el ataque. Según los archivos policiales, miembros de la asociación intercambiaron información sobre armas y posibles objetivos a través del servicio de mensajería Telegram. También se han creado listas con datos personales de antifascistas y políticos. Según un hombre que puede ser asignado al grupo, los políticos deberían ser llamados "a rendir cuentas" si la República Federal de Alemania colapsa.

### Redadas y arrestos
Con la ayuda de varios policías penales estatales, el fiscal general federal de la Corte Federal de Justicia realizó allanamientos domiciliarios en varios estados federales el 16 de abril de 2018. La policía registró los apartamentos de Comando de Operaciones Especiales en Blumenthal, en Dörpen en el distrito Emsland, en Katlenburg-Lindau en el Distrito de Northeim (Baja Sajonia) y en Appen en Distrito de Pinneberg (Schleswig-Holstein). También registró el apartamento de una persona no sospechosa en Turingia. Según los investigadores, el miembro del Nordadler del distrito de Northeim tuvo contacto con un hombre que ya había sido condenado por preparar un ataque con explosivos. Según la prensa, no se encontraron armas durante los registros, pero se confiscaron computadoras, además de confirmarse que el grupo llegó a planear ataques contra oponentes políticos, aunque no se hallaron pruebas de que estuvieran planeandolos. Con base en la evaluación de los soportes de datos, la Fiscalía Federal esperaba averiguar qué tan peligrosa es la organización, de acuerdo a las listas que hicieron sobre políticos y antifascistas.
La fiscalía federal entregó las investigaciones posteriores a la redada a la dirección de las Oficina Estatal de Policía Criminal de Baja Sajonia. En junio del 2020 se realizaron varias redadas alrededor del país, arrestando a un indeterminado número de militantes. Algunos miembros expresaban simpatía con el atacante del Tiroteo en la sinagoga de Halle, además de usar logos y jerga neonazi.

## Prohibición
El 23 de junio del 2020 la organización fue prohibida en siete estados, tales como Renania del Norte-Westfalia, Sajonia, Brandeburgo y Baja Sajonia mediante redadas, que se realizaron sin incidentes. En Baja Sajonia tuvieron lugar en Herzberg am Harz y en la Región de Hannover. Se encontraron y aseguraron principalmente dispositivos electrónicos. El ministro del interior dijo que los miembros del grupo extremista expresaron su lealtad a Adolf Hitler y a otras figuras importantes del régimen nazi, además de utilizar los símbolos y el lenguaje usado por los extremistas. También se mencionó que el grupo estaba planeando un proyecto de asentamiento con personas de ideas afines en áreas rurales.